# Stephan Stiefenhöfer
Stephan Stiefenhöfer (* 17. September 1972 in Köln) ist ein deutscher Kanute im Wildwassersport.
Stephan Stieferhöfer studierte Betriebswirtschaftslehre an der Fernuniversität Hagen mit Abschluss Dipl.-Kfm. Er wurde von Bernhard Verhoef trainiert. Ursprünglich begann er als Canadier-Spezialist und im Boot mit Stechpaddel. Später erreichte er auch im Kajak mit Doppelpaddel große Erfolge. Seine sportlichen Erfolge im Wesentlichen in den Jahren 2000 bis 2010 sind zahlreich, so war er nach eigenen Angaben zweimal Weltmeister und 25 Mal Deutscher Meister. Er ist in den letzten Jahren als Trainer tätig, so unter anderem von Max Hoff. Sein Verein ist Blau-Weiss Köln.
Neben seiner sportlichen Karriere und seiner Trainertätigkeit betreibt er in Köln ein Geschäft für Wassersportbedarf.